# Enguerrand de Marigny
Enguerrand de Marigny (Lyons-la-Forêt, Normandía, 1260 - Montfaucon, 30 de abril de 1315) fue chambelán y ministro del rey Felipe IV de Francia el Hermoso. 

## Biografía

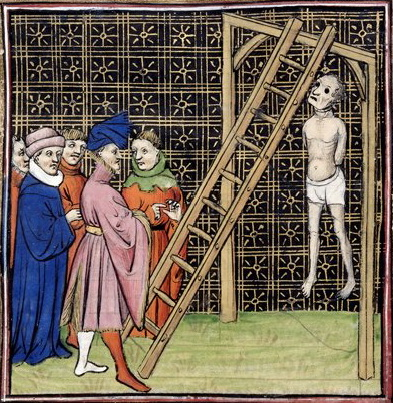
La muerte de Marigny, en Chroniques de France ou de St Denis. Exécution d’Enguerrand de Marigny au gibet de Montfaucon (30 -IV-1315))

Nació en el seno de una familia de barones llamada Le Portier, que tomó el nombre de Marigny hacia el 1200 como consecuencia del matrimonio de Hugues Le Portier con Mahaut de Marigny. Fue el primero de los hijos del matrimonio de Philippe Le Portier de Marigny, señor de Ecouis con Villaine Enguerrand; entró como escudero al servicio del conde Hugues II de Bouville, chambelán y secretario del rey Felipe IV, y después como panetero de la casa de la reina Juana I de Navarra, su esposa, llegando a ser su ejecutor testamentario. 
Enguerrand de Marigny se casó con la ahijada de la reina Juana I de Navarra esposa de Felipe IV, Juana de Saint-Martin, con la que tuvo tres hijos:
- Louis de Marigny, ahijado de Luis X de Francia, caballero, y señor de Marigny, Maineville y Boisroge

- Marie de Marigny, religiosa en Maubuissone.
- Isabelle de Marigny(1292- 1339), Vizcondesa d'Auge entre 1292 y 1339, casada el 23 de octubre de 1309 con Guillermo (VI)  conde de Tancarville,[2] contrajo segundo matrimonio en 1323 con Gui de Beaumont-Gâtinais señor d’Ons-en-Bray, Clabois et Neufville, y un tercer matrimonio en 1328 con Hughes d'Auxy señor de Dompierre.

De su segundo matrimonio con Alips de Mons, nacieron:
- Isabelle de Marigny († 1321), se casó en 1315 con Jean de Nolasque, Barón de Verson , Forneville y Gliseulles.
- Alips de Marigny, religiosa y que posteriormente casada con Pierre de Fécamp.
- Raoul de Marigny, señor de Monts, gobernador de Dauphine , protonotario real y vicealmirante, contrajo matrimonio con Sibylle de Nolasque, hermana de Jean de Nolasque.
- Thomas de Marigny († 1339), señor de Dampierre en Ponthieu.

En 1298, fue nombrado guardián del castillo de Issoudun. Después de la muerte de Hugo II de Bouville en la batalla de Courtrai en 1302, llegó a ser nombrado gran chambelán y principal ministro de Felipe IV (1304). En 1305 le fue dado como señorío el condado de Longueville, y en 1306 fue enviado por Felipe IV para presidir la cámara de los condes de Normandía.
Cultivado y hábil, era el hombre que hacía falta para servir a los planes de Felipe IV de quien obtuvo su confianza. Compartió el odio que se atrajo el rey en la opinión pública devaluando la moneda y fue su agente en el conflicto que tuvo con Luis, conde de Nevers, hijo de Roberto III de Flandes, encarcelando a Luis y forzando a Roberto III a abandonar Lila, Doté y Béthune.
Obtuvo para sus hermanos sedes episcopales, en 1301, su hermano por parte de padre, Philippe de Marigny, recibió el obispado de Cambrai y, en 1309 el arzobispado de Sens, formando más tarde parte del tribunal que condenó a muerte a su hermano Enguerrand. Su hermano Juan de Marigny recibió en el obispado de Senlis, el obispado de Beauvais en 1312 y llegó a arzobispo de Ruan y canciller del rey de Francia Felipe VI de Valois. Otro de sus parientes, Nicolás de Frauville, fue nombrado confesor del rey y cardenal.
El rey lo nombró "Guardián del Tesoro" sobre el cual su embargo fue asegurado a partir de 1309. Su situación se volvió más delicada cuando los príncipes de sangre, partidarios de la guerra contra los flamencos, fueron decepcionados por sus negociaciones de paz en septiembre de 1311 y ese mismo año fue nombrado "Canciller de Francia". Fue acusado de soborno por Carlos de Valois, pero el rey lo sostuvo no teniendo ningún éxito este ataque.
Arengó los "Estados Generales de Francia" convocados el 1 de agosto de 1314, hasta conseguir un aumento de los impuestos para la guerra de Flandes, atrayéndose así un gran rencor. Los "Estados Generales" fue una institución creada en 1302 por el rey Felipe IV para dar una aparente legitimidad a sus decisiones.
La muerte del rey Felipe IV, el 29 de noviembre de 1314, fue el inicio de la reacción contra su política. El partido feudal, cuyo poder el rey considerablemente había mermado, se volvió contra sus ministros y sobre todo contra su chambelán.
Detenido por orden de Luis X de Francia, respondiendo a la petición de Carlos de Valois, se presentaron cuarenta y un cargos de acusación. Se le negó el ser escuchado para defenderse de la acusación de malversación, además de negársele el juicio de Dios, pero dado que las cuentas presentadas eran ordenadas, Luis X el Obstinado, deseaba condenarlo solamente al destierro en la isla de Chipre. 
Sin embargo, su enemigo jurado, Carlos de Valois presentó una acusación de brujería por parte de Enguerrand y de su esposa que fue más eficaz. Enguerrand realmente no se defendió frente a un tribunal donde el acusador principal era su propio hermano menor, el obispo Juan de Marigny. Traicionado por su propio hermano, la única declaración de Enguerrand fue afirmar con energía que, en todos sus actos, solo había obedecido las órdenes del rey Felipe IV el Hermoso.
Fue condenado y colgado el 30 de abril de 1315 en la horca de Montfaucon. Su cuerpo quedó expuesto en la horca durante dos años, hasta 1317, cuando un segundo proceso, presentado por el nuevo rey Felipe V el Largo, lo disculpó de las malas acciones que se le imputaban y se rehabilitó su memoria. 
Sus restos entonces fueron inhumados en la iglesia de Chartreux de Vauvert, luego trasladados en 1325 o 1326 a la Colegiata de Écouis, que él mismo había fundado en 1312-1313. Luis X permitió a sus hijos tomar posesión de la herencia de su padre.